# Pavel Hůla
Pavel Hůla (23. ledna 1952 Praha – 7. prosince 2021) byl český houslista a hudební pedagog.
Svůj výjimečný talent prokazoval už od dětství, když se stal dvojnásobným vítězem Kocianovy houslové soutěže v Ústí nad Orlicí (1963 a 1964) a laureátem rozhlasové soutěže Concertino Praga v kategorii klavírní trio (1969). Absolvoval Hudební fakultu Akademie múzických umění (HAMU) v Praze ve třídě Marie Hlouňové, postgraduálního studia komorní hry u Antonína Kohouta a mistrovských kurzů Vladimira Malinina ve Výmaru.
Věnoval se sólové i komorní hře. V letech 1972–2000 byl předním členem souboru Pražští komorní sólisté, od roku 1975 byl primáriem Kocianova kvarteta, od roku 2001 rovněž uměleckým vedoucím jím založeného komorního orchestru Praga Camerata.
Na jaře roku 2010 nahradil na postu primária Pražákova kvarteta jeho zakládajícího člena Václava Remeše, který opustil soubor ze zdravotních důvodů. V roce 2015 byl sám ze zdravotních důvodů nahrazen Janou Vonáškovou-Novákovou.
Hrál mimo jiné na nástroj od Mathiase Albaniho z roku 1696, na který v mládí hrál Jaroslav Kocian. Věnoval se též dirigování a od roku 2006 vyučoval na katedře strunných nástrojů HAMU.